# IMEHA
IMEHA（イメハ）は日本の音楽ユニットである。三人組で構成される。アコースティックギターを用いたヒーリング系のインストゥルメンタルを演奏・発表する。スラッキーギターサウンドを生かした作品でKONISHIKIや我那覇美奈等ともコラボレーションを行った。2003年にヤマハミュージックコミュニケーションズよりメジャーデビュー。

## メンバー
- 面谷誠二（おもたに せいじ）
- 松本ノボル（まつもと のぼる）
- 村瀬恭久（むらせ やすひさ）

## 来歴
- 2002年4月24日にデビュー・ミニアルバム『Image of Hawaii』発売。
- 2003年6月18日、ヤマハミュージックコミュニケーションズよりデビュー。
- 2006年7月20日、ヤマハミュージックコミュニケーションズから4枚目のアルバム『Hawaiian Fingers』発売。

## 外部サイト
- IMEHA - ヤマハミュージックコミュニケーションズによる公式サイト